# Властелин любви
«Властелин любви» (англ. The Look of Love; дословно «Взгляд, полный любви») — британо-американский биографический фильм (с элементами комедии и драмы) 2013 года об издателе-миллиардере Поле Реймонде.

## Сюжет
Лондон, 1992 год. Пол Реймонд возвращается в свою квартиру после похорон дочери, Дебби. Он включает видеозапись одной старой телепередачи, в которой они с Дебби принимали участие, и вспоминает свою жизнь…
Конец 1950-х годов. Реймонд — импресарио приморского варьете, где он получает известность, используя полуобнаженных женщин в своих сценических номерах. Он вспоминает, как однажды лев напал на его танцовщиц, как его жена Джин стала участницей шоу, как он подал в суд на газету Daily Sketch, которая заявила, что Джин выступала обнажённой. Дело он проиграл, но получил дополнительную известность, и вскоре открыл стрип-клуб в Лондоне, Raymond Revuebar. Дела Реймонда идут в гору, он продолжает расширять свою имущественную империю, ведёт образ жизни плейбоя, который его жена терпит.
В начале 1970-х годов Реймонд начинает заниматься театральными ревю и приглашает на роль начинающую актрису Эмбер Сент-Джордж в обнажённом виде. Вскоре он переезжает к ней, его брак с Джин распадается. Он соглашается встретиться со своим взрослым внебрачным сыном, Дерри, у них проходит неловкий совместный ужин, после которого Реймонд вычёркивает его из своей жизни.
Реймонд нанимает молодого человека по имени Тони Пауэр, и предлагает ему стать главным редактором нового мужского журнала «Только для мужчин». Пауэр втягивается в подлый и коррумпированный мир, что в конечном итоге приводит к его ранней смерти. Журнал пользуется огромным успехом, в немалой степени благодаря Эмбер (под псевдонимом Фиона Ричмонд), «бродячего секс-репортёра». Реймонд продолжает вести гедонистический образ жизни, начав употреблять кокаин. Этого не выдерживает Сент-Джордж, и пара расстаётся.
В свои представления Реймонд вовлекает дочь, Дебби. Однако она недостаточно талантлива, и шоу с её участием проваливаются. Дебби выходит замуж за музыканта по имени Джонатан Ходж. Дебби рожает девочку, употребив дорожку кокаина, которую ей принёс отец. В 1992 году она умирает от передозировки наркотиков.
После похорон Реймонд возвращается домой со своей внучкой, рассказывая ей о своей собственности, которая когда-нибудь будет принадлежать ей. В эпилоге сообщается, что в декабре 1992 года Пол Реймонд был самым богатым человеком Великобритании.

## В ролях
В титрах указаны
Неполный список; в порядке перечисления в титрах
- Стив Куган — Пол Реймонд[англ.]
- Пол Попплуэлл[англ.] — журналист
- Имоджен Путс — Дебби Реймонд
- Анна Фрил — Джин Реймонд
- Стивен Фрай — барристер
- Киран О’Брайен — Джимми Хамфрис
- Ширли Хендерсон — Расти Хамфрис
- Дэвид Уолльямс — преподобный Эдвин Янг
- Сара Солемани[англ.] — Анна
- Майлз Джапп — интервьюер
- Джеймс Ланс[англ.] — Карл Снитчер
- Тэмсин Эгертон — Фиона • Эмбер
- Реймонд Уоринг[англ.] — репортёр
- Зои Каннингем[англ.] — репортёр
- Крис Эддисон[англ.] — Тони Пауэр
- Питер Уайт — инспектор полиции
- Лиам Бойл[англ.] — Дерри
- Саймон Бёрд — Джонатан Ходж
- Мэтт Лукас — Matron Behind Bars
- Мэттью Бирд[англ.] — Говард Реймонд
- Вера Филатова — Моника
- Дара О’Бриэн — комик
- Дэвид Финн[англ.] — Interviewer for Relative Values

В титрах не указаны
- Эмили Беррингтон — Клэр (впервые на экране)

## Производство и показ
Изначальное название фильма было «Король Сохо» (англ. The King of Soho), однако после судебного разбирательства его пришлось изменить, так как данное словосочетание оказалось охраняемым авторским правом.
Премьера ленты для широкой общественности состоялась в Великобритании 26 апреля 2013 года. До этого, в период с 19 января по 18 апреля, фильм был показан на кинофестивалях в шести странах: США, Германии, Великобритании, Ирландии, Франции и Польше (хронологически). После этого в течение двух лет «Властелин любви» был официально показан в ещё примерно трёх десятках стран, в том числе в России (премьера 11 июля 2013 года).
В первый уикенд показа на родине фильм собрал кассу в 208 557 фунтов стерлингов, заняв 7-ю строку.

## Критика
- На кино-агрегаторе Rotten Tomatoes фильм имеет рейтинг 54 % на основе 74 рецензий критиков. Консенсус сайта гласит: «Хотя это может и не стать окончательным биографическим фильмом о Поле Реймонде[англ.] — или не использовать в полной мере многочисленные таланты Стива Кугана, — „Властелин любви“ по-прежнему представляет собой увлекательно старомодный взгляд на бурлящий Лондон 1960-х годов.»[9]
- На Metacritic фильм имеет рейтинг 57 % на основе 20 рецензий критиков, что означает «смешанные или средние отзывы»[10].
- Variety. «Четвертая полнометражная совместная работа Майкла Уинтерботтома и Стива Кугана — это яркий исторический вихрь, который впечатляюще демонстрирует более драматичную сторону комиков»[11].
- The Guardian. «… неглубокий, но смотрибельный фильм… три из пяти звёзд»[12].

## Награды и номинации
- 2013 — Премия британского независимого кино в категории «Лучшая актриса второго плана» — Имоджен Путс — победа.
- 2014 — Премия Лондонского кружка кинокритиков в категории «Британский актёр года» — Стив Куган — номинация[13].